# محمود محمدی (دیپلمات)
محمود محمدی (زادهٔ ۳ اردیبهشت ۱۳۳۲ آباده) دیپلمات و سیاستمدار ایرانی است. وی سخنگوی وزارت امور خارجه، نماینده و نایب‌رئیس اول کمیسیون امنیت ملی و سیاست خارجی در دورهٔ هفتم مجلس شورای اسلامی و سفیر و نماینده ایران در حوزه مدیترانه و کشورهای مختلف بوده و دارای آثار متعدّد است.
همچنین در نهادهای داخلی، مشاور مدیرعامل و سرپرست معاونت بین‌الملل سازمان تأمین‌ اجتماعی، مشاور بین‌الملل منطقه آزاد کیش و معاونت بین‌الملل دانشگاه آزاد اسلامی را در سوابق دارد و هم‌اکنون سخنگوی «دارالحکمة س» و صاحب‌نظر نظام و نظم بین‌الملل و حوزه مدیترانه در اتاق‌ فکر وزارت امور خارجه و مجدداً از ۲ تیرماه ۱۴۰۳ معاون بین‌الملل دانشگاه آزاد اسلامی است.

## سمت‌ها
وی مسئولیت بخش مطبوعات سفارت جمهوری اسلامی ایران در ایتالیا در سالهای ۱۳۶۷-۱۳۶۴ و رئیس اداره مطبوعات وزارت امور خارجه را در سالهای ۱۳۷۰–۱۳۶۸ عهده‌دار بوده‌است. مدیر کل اطلاعات و مطبوعات وزارت امور خارجه در سالهای ۱۳۷۱–۱۳۶۸ و مشاور وزیر و سخنگوی وزارت امور خارجه طی سالهای ۱۳۷۷–۱۳۷۱، همچنین مشاور وزیر امور خارجه در سال‌های ۱۳۸۸–۱۳۸۷ و نیز نماینده مجلس شورای اسلامی دوره هفتم ۱۳۸۷–۱۳۸۳ از سمتهای پیشین ایشان می‌باشد. وی همچنین سمت نایب رئیس اول کمیسیون امنیت ملی و سیاست خارجی مجلس شورای اسلامی و رئیس کمیته روابط خارجی مجلس شورای اسلامی در سالهای ۱۳۸۷–۱۳۸۳، رئیس گروه دوستی پارلمانی ایران و فرانسه و ایران و رئیس گروه دوستی پارلمانی ایران و جمهوری تونس در سالهای ۱۳۸۷–۱۳۸۳، سفیر جمهوری اسلامی ایران در جمهوری تونس در سالهای ۱۳۸۲–۱۳۷۸ و نیز رئیس انجمن دوستی جمهوری اسلامی ایران و جمهوری تونس در طول سالهای ۱۳۸۹–۱۳۸۳، دریافت نشان اول جمهوری تونس به پاس بهبود و توسعه روابط سیاسی و اقتصادی بین دو کشور، سرپرست معاونت بین‌الملل دانشگاه آزاد اسلامی در سالهای ۱۳۸۹–۱۳۸۷، سفیر جمهوری اسلامی ایران در کشور الجزایر در سالهای ۱۳۹۳–۱۳۸۹ را برعهده داشته است و در سالهای ۱۳۹۶ تا ۱۳۹۷ سرپرست سفارت جمهوری اسلامی ایران در بِرن سوئیس بود و از مهر ماه ۱۳۹۸ بعنوان مشاور مدیرعامل و سرپرست معاونت بین‌الملل سازمان تأمین‌اجتماعی مشغول به کار بوده است و هم‌اکنون مسئول مرکز مطالعات ناتو در «دارالحکمة س» و صاحب‌نظر نظام و نظم بین‌الملل و حوزه مدیترانه در اتاق‌ فکر وزارت امور خارجه است.

## مواضع
وی در طول تصدّی سِمَت‌های متفاوت، اعلام مواضع متعدّدی داشته است که از آن جمله به اعلام موضع رسمی ایران در قِبال تحریمِ داماتو، هم‌زمان با پخشِ مستقیمِ امضاء آن توسّط کلینتون، در شبکهٔ سی.اِن.اِن می‌توان اشاره کرد. همچنین اعلامِ سیاستِ رفتاریِ ایران در قِبالِ آمریکا و اروپا و اسرائیل پس از توافقِ پاریس در شبکهٔ خَبَر ایران، مورد استقبالِ نهادهای متفاوت بین‌المللی قرار گرفت. وی برای انعکاسِ مواضع دقیقِ اتحادیه اروپا به مردم، مجلس و رهبرِ ایران، مستقل از دبیر شورای عالی امنیت ملی ایران، با مسئول سیاست خارجی اتحادیه اروپا نیز دیدار داشته است و در شهریورماه ۱۳۸۴ به عنوان نماینده مردم در مجلس هفتم و نایب رییس کمیسیون امنیت ملّی در مناظره تلویزیونی با دبیر وقت شورای عالی امنیت ملّی (علی لاریجانی) پیشبینی کرد که با این ترکیب و هدایت شورای عالی امنیت ملّی، ایران تحریم های سختی خواهد شد! همچنین در مناظره سال قبل آن با سخنگوی تیم پیشین مذاکره کننده (سیّد حسین موسویان) گفته بود که «پشت لبخندهای شما، حقایق تلخی نهفته است!» قابل ذکر است که وی پس از مناظره با علی لاریجانی، در کمیسیون امنیت ملّی از تمام وزرا خواست که گزارشی از هزینه های تحمیلی به کشور در صورت تحریم جهانی ارائه کنند.
از دیگر مواضع جنجالی وی، اعلام پابرجایی فتوای امام خمینی در مورد سلمان رشدی پس از انتصاب وی به عنوان اولین سفیر جمهوری اسلامی ایران در بریتانیا بود.

## تحصیلات
دارای دکتری در سیاست بین‌الملل از دانشگاه خاورشناسی ناپل جمهوری ایتالیا (۱۳۶۷) و نیز مدرک تخصصی فوق دانشگاهی در مطالعات اروپائی از مؤسسه مطالعات اروپائی آلچیده دگاسپری – رم - جمهوری ایتالیا (۱۳۶۹) است.
حقوق بین الملل در پاریس 11 با رساله بازدارنده حقوقی ماموریت های جدید ناتو (بدون دفاع)، 
پیش دفاع حقوق بین الملل در دانشگاه آزاد اسلامی واحد بین المللی قشم سال 95 باانتشار مقاله "تحول در ماموریت های ناتو و ضرورت در تقویت رژیم نظارتی در حقوق بین الملل" (راهبرد مسئولیت پذیری ناتو) فصلنامه علمی پژوهشی راهبرد مرکز تحقیقات استراتژیک زمستان ۹۵ شماره ۸۱

## فعالیت‌های دانشگاهی
او مشاور بین‌الملل ریاست دانشگاه آزاد اسلامی و سرپرست معاونت بین‌الملل دانشگاه در سالهای ۱۳۸۹–۱۳۸۷، قائم مقام دانشکده روابط بین‌الملل وزارت امور خارجه در سالهای ۱۳۸۳–۱۳۸۲، استاد مرکز آموزشهای دیپلماتیک ویژه دیپلماتهای خارجی وزارت امور خارجه در سالهای ۱۳۷۷–۱۳۷۱، استاد دانشگاه آزاد اسلامی واحد تهران شمال طی سالهای ۱۳۷۳–۱۳۷۲ و استاد دانشکده روابط بین‌الملل وزارت امور خارجه ۱۳۸۷–۱۳۸۲ بوده است.

## فعالیت‌های بین‌المللی
محمدی عضو بلندپایه هیئت وزاری خارجه در اجلاسهای مجمع عمومی سازمان ملل متحد در سالهای ۱۳۷۷–۱۳۷۱ می‌باشد. عضو هیئت روسای جمهور در مجمع عمومی سازمان ملل، جنبش عدم تعهد Nam و سازمان کنفرانس اسلامی OIC، سازمان همکاریهای اقتصادی اکو، گروه ۸ کشور در حال توسعه D۸ گروه ۷۷، کنفرانسهای حقوق بشر در وین – ژنو، کمیسیونهای خلع سلاح و کنوانسیونهای سلاح شیمیایی در ژنو- وین – لاهه و پاریس بوده است.
محمود محمدی عضو عالی رتبه هیئت روسای جمهور و وزرای خارجه در سفرهای دو جانبه و کنفرانسها و سمینارهای چند جانبه به اکثر کشورهایی که دارای روابط دیپلماتیک با جمهوری اسلامی ایران است.

## تالیفات
1. کتاب حق وتو در شورای امنیت سازمان ملل متحد چاپ ایتالیا – رم مؤسسه حقوقی یانوا سال ١٣٦٧
2. کتاب  حق وتو در شورای امنیت سازمان ملل متحد چاپ ایران – تهران انتشارات دانشگاه آزاد اسلامی سال ۱۳۸۸
3. کتاب ماموریت‌های جدید ناتو چاپ دانشگاه تهران سال ۱۳۸۶
4. کتاب اثر ماموریت‌های جدید ناتو بر منافع و امنیت ملی جمهوری اسلامی ایران با پیش گفتار دکتر حسن روحانی- چاپ مرکز تحقیقات استراتژیک ۱۳۸۹
5. کتاب راهبرد ایران در قبال ۸ کشور برتر صنعتی (زیر چاپ) مرکز تحقیقات استراتژیک ۱۳۸۹
6. انتشار صدها مقاله در زمینه سازمانهای بین‌المللی، منطقه‌ای و سیاست خارجی و سیاست بین‌الملل.
7. ارائه مقاله در سمینارها و کنفرانسهای بین‌المللی در زمینه اصلاح ساختار سازمان ملل متحد، پیمان آتلانتیک شمالی – کنفرانس اسلامی – تحولات جنبش عدم تعهد

## آشنایی با زبان خارجی
- زبان ایتالیایی (زبان تحصیلی)
- زبان انگلیسی (زبان دوم)
- زبان فرانسه (زبان تحصیلی)
- آشنایی به زبان عربی